# Geoffrey Howlett
General Sir Geoffrey Hugh Whitby Howlett, KBE, MC (* 5. Februar 1930 in Britisch-Indien; † 21. April 2022) war ein britischer Offizier der British Army, der unter anderem zuletzt als General von 1986 bis 1989 Oberkommandierender der Alliierten Streitkräfte der NATO in Nordeuropa AFNORTH (Commander-in-Chief, Allied Forces Northern Europe) war. Er war zudem von 1990 bis 1995 Vorsitzender der Wohltätigkeitsorganisation Leonard Cheshire Disability sowie zugleich zwischen 1991 und 1999 Vorsitzender der Wohltätigkeitsorganisation Services Sound & Vision Corporation.

## Leben

### Offiziersausbildung,Malaya Emergency, Sueskrise und Zypernkonflikt
Geoffrey Hugh Whitby Howlett begann nach dem Besuch des Wellington College in Berkshire eine Offiziersausbildung an der Royal Military Academy Sandhurst und trat nach deren Abschluss im Juli 1950 als Leutnant (Second Lieutenant) in das Linieninfanterieregiment Queen’s Own Royal West Kent Regiment ein, in dem bereits sein Vater gedient hatte. Während des Malaya Emergency genannten Guerillakrieges in British Malaya war er zwischen 1951 und 1952 Zugführer in einem Bataillon seines Regiments und erhielt für seine dortigen Verdienste 1952 das Military Cross (MC). Im Anschluss war er zwischen 1952 und 1955 Adjutant (Aide-de-camp) des Stadtkommandanten von Berlin (General Officer Commanding, Berlin) und wechselte danach ins Fallschirmregiment PARA (Parachute Regiment). In der Folgezeit nahm er als Offizier im 3. Bataillon des PARA im November 1956 während der Sueskrise am Fallschirmangriff auf Port Said sowie später während des Zypernkonflikts an der Anti-Terror-Kampagne gegen die Nationale Organisation zypriotischer Kämpfer EOKA (Εθνική Οργάνωσις Κυπρίων Αγωνιστών) in Zypern teil.
Anschließend war Howlett zunächst Ausbilder an der National Service Officer Cadet School in Eaton Hall in Cheshire und an den Mons Officer Cadet Schools, bevor er Adjutant des 2. Bataillons des Parachute Regiment wurde. Nach dem Besuch des Royal Air Force Staff College Bracknell diente er im Stab des Hauptquartiers der 16. Unabhängigen Fallschirmbrigadegruppe (16th Independent Parachute Brigade Group) und nahm 1964 an einem Einsatz der durch die UN-Resolution 186 vom 4. März 1964 aufgestellten Friedenstruppe der Vereinten Nationen in Zypern UNFICYP (United Nations Peacekeeping Force in Cyprus) teil. Danach fungierte er als Major für Ausbildung (Training Major) im 15. Schottischen Bataillon der Territorialarmee und im Anschluss als Stellvertretender Kommandeur (Second-in-command) des 2. Bataillons des Parachute Regiment. Nachdem er 1969 das Joint Services Staff College (JSSC) in Latimer absolviert hatte, war er zwischen 1969 und 1971 Militärischer Assistent des Oberkommandierenden der Alliierten Streitkräfte der NATO in Nordeuropa AFNORTH, General Sir Walter Walker. Im Februar 1971 wurde er als Oberstleutnant (Lieutenant-Colonel) schließlich selbst Kommandeur (Commanding Officer) des 2. Bataillons des Fallschirmregiments PARA (Parachute Regiment) und verblieb in dieser Funktion bis August 1973. in dieser Zeit absolvierte das Bataillon vier Einsatztouren in Nordirland, wofür er für Tapferkeit und seine militärischen Verdienste mit dem Offizierskreuz des Order of the British Empire (OBE) ausgezeichnet wurde.

### Nordirlandkonflikt und Aufstieg zum General
Nachdem Geoffrey Howlett zwischen 1973 und 1975 Ausbilder am Royal College of Defence Studies (RCDS) in London war, wurde er im Juni 1975 als Brigadegeneral Kommandeur der 16. Fallschirmjägerbrigade (Commanding, 16th Parachute Brigade) und behielt diesen Posten bis Februar 1977. Im Anschluss fungierte er zwischen Februar 1977 und August 1979 im Heeresstab als Direktor für Rekrutierung und Organisation (Director of Recruiting and Organization). Im November 1979 wurde er als Generalmajor (Major-General) Nachfolger von Generalmajor Richard Lawson als Kommandeur der in Verden an der Aller stationierten 1. Panzerdivision (General Officer Commanding, 1st Armoured Division) ab. Er verblieb auf diesem Posten bis Januar 1982 und wurde daraufhin von Generalmajor Brian Kenny abgelöst. Zugleich wurde er 1981 Oberstkommandant des Army Catering Corps, deren Army School of Catering Officers mehrere jährliche Abendessen für Regimentsoffiziere veranstaltete. Im Februar 1982 übernahm er von Generalmajor Richard Vickers den Posten als Kommandant der Royal Military Academy Sandhurst (RMAS) und hatte diesen bis zu seiner Ablösung durch Generalmajor Richard Keightley im November 1983.
Anschließend löste Howlett als Generalleutnant (Lieutenant-General) im September 1983 Generalleutnant Sir Richard Trant als Oberkommandierender des Militärbezirks Südost (General Officer Commanding-in-Chief, South-East District) ab und hatte dieses Amt bis Dezember 1985 inne, woraufhin Generalleutnant Sir Michael Gray seine Nachfolge antrat. Am 31. Dezember 1983 wurde er im Rahmen der „New Year’s Honours“ zum Knight Commander des militärischen Zweiges des Order of the British Empire (KBE (Mil)) geschlagen, so dass er fortan den Namenszusatz „Sir“ führte. Er war zugleich zwischen 1983 und 1990 Colonel Commandant des Parachute Regiment. Zuletzt wurde er als General im April 1986 abermals Nachfolger von General Sir Richard Lawson als Oberkommandierender der Alliierten Streitkräfte der NATO in Nordeuropa AFNORTH (Commander-in-Chief, Allied Forces Northern Europe). Er hatte diese Position bis zu seiner abermaligen Ablösung durch General Sir Patrick Palmer im April 1989 inne. Im August 1989 trat er nach 42 Dienstjahren in den Ruhestand.
Sir Geoffrey Howlett war zudem von 1990 bis 1995 Vorsitzender der Wohltätigkeitsorganisation Leonard Cheshire Disability sowie zugleich zwischen 1991 und 1999 Vorsitzender der Wohltätigkeitsorganisation Services Sound & Vision Corporation, deren stellvertretender Vorsitzender er bereits zuvor zwischen 1989 und 1991 war. Er starb am 21. April 2022 im Alter von 92 Jahren nach kurzer Krankheit.